# Charles C. Conley
Charles Cameron Conley (26 septembre 1933 - 20 novembre 1984) est un mathématicien américain qui a travaillé sur les systèmes dynamiques.

## Biographie
Conley est né à Royal Oak, Michigan et est diplômé de la Royal Oak High School en 1949. À partir de 1949, il fréquente l'Université de Wayne State de Detroit pendant un an avant de rejoindre l'United States Air Force. Après quatre ans et demi dans l'Air Force, principalement stationné en Angleterre, il retourne à Wayne State où il obtient un diplôme BS en 1957, la clé Phi Beta Kappa, et un diplôme MS en 1958. Il part ensuite à Boston, où il obtient son doctorat au Massachusetts Institute of Technology en 1962 sous la direction de Jürgen K. Moser. Après un post-doc au Courant Institute de l'Université de New York, il devient en 1963 professeur assistant à l'Université du Wisconsin à Madison, où il est promu professeur titulaire en 1968.
La théorie de l'indice de Conley et le théorème de Conley-Zehnder portent son nom.